# Illa de Boa Vista
L'illa de Boa Vista (Bubista en crioll capverdià) és l'illa més oriental de Cap Verd, la tercera per extensió, pertanyent a les illes de Barlavento. Conforma un únic municipi, Boa Vista. La seva principal vila és Sal Rei.
Molts l'anomenen illa de les Dunes o del Morna, però també es podria anomenar-la l'illa de les mil i un illots, ja que està envoltada de petits illots que es delecten amb meravellosos paisatges naturals. L'illa té uns 55 quilòmetres de sorres blanques i aigües color turquesa i és, de tot l'arxipèlag, la que es troba més prop del continent africà. L'atractiu d'aquesta illa està motivat per les aigües càlides i el clima sempre càlid tot l'any. Les dunes i oasis, palmeres, platges infinites i aigües irresistibles representen els encants d'aquesta illa, els vents alisis càlids possibiliten la pràctica d'esports al costat del mar i dins d'ell. El Desert de Viana, el poble pesquer d'Espingueira, la Planicie do Campo da Serra, més enllà de la platja de Santa Monica i la punta d'Ervatão, són punts de visita obligada. La morna se sent a tota l'illa, al final de les tardes, esquitxats per aquesta melodia en diversos poemes. L'illa té l'aeroport Internacional Aristides Pereira amb connexions a diverses ciutats europees.

## Població
| Població de Boa Vista, Cap Verd (1940—2010) | Població de Boa Vista, Cap Verd (1940—2010) | Població de Boa Vista, Cap Verd (1940—2010) | Població de Boa Vista, Cap Verd (1940—2010) | Població de Boa Vista, Cap Verd (1940—2010) | Població de Boa Vista, Cap Verd (1940—2010) | Població de Boa Vista, Cap Verd (1940—2010) | Població de Boa Vista, Cap Verd (1940—2010) |
| ------------------------------------------- | ------------------------------------------- | ------------------------------------------- | ------------------------------------------- | ------------------------------------------- | ------------------------------------------- | ------------------------------------------- | ------------------------------------------- |
| 1940                                        | 1950                                        | 1960                                        | 1970                                        | 1980                                        | 1990                                        | 2000                                        | 2010                                        |
| 2.779                                       | 2.985                                       | 3.263                                       | 3.569                                       | 3.372                                       | 3.452                                       | 4.209                                       | 8.554                                       |

## Història
A causa de les seves característiques geològiques i climàtiques, l'illa de Boa Vista, de la mateixa manera que a l'Illa de Sal, després de ser descoberta el 14 de maig de 1460, va caure en l'oblit durant els següents 150 anys, sent utilitzada per a la pastura de les cabres. Cristòfor Colom va atracar a l'illa en 1498 i va fer una descripció terrorífica de les dificultats amb què s'hi va trobar.
En el transcurs del temps, l'illa de Boa Vista va ser esquitxada per successius naufragis, resultants de la unió de circumstàncies peculiars, vents tempestuosos associats a corrents molt forts, esculls rocosos poc profunds, i la poca visibilitat quan hi ha boira seca.
Al voltant de 1620, alguns mariners anglesos, observant la bona qualitat de sal, es van establir a Povoação Velha per explotar aquest recurs natural. Tanmateix els atacs constants dels pirates, van impedir el desenvolupament econòmic regular de l'illa, fins que en 1820, una seqüència de saqueigs devastadors va provocar que la població es mudés a Sal Rei, construint-hi un fort en l'illot de Sal Rei per a la defensa de la ciutat.
A partir de llavors, l'illa de Boa Vista va conèixer una prosperitat relativa, aconseguint un significat cultural, hi va néixer l'estil musical emblemàtic de Cap Verd, la morna. Actualment la indústria del turisme està en expansió, però les infraestructures turístiques i de les carreteres disponibles, encara no li permeten explorar les seves immenses riqueses naturals.

## Divisió administrativa

### Municipis
L'illa de Boavista solament disposa d'un municipi anomenat Boa Vista

### Freguesies
- Santa Isabel
- São João Baptista

### Localitats
- Bofarreira
- Cabeça dos Tarrafes
- Curral Velho
- Espingueira
- Estância de Baixo
- Fundo das Figueiras
- João Barreiro
- João Galego
- Povoação Velha
- Rabil
- Sal Rei

## Transports

### Aeroport
Disposa de l'Aeroport Internacional Aristides Pereira que és la principal entrada de turisme

### Carreteres

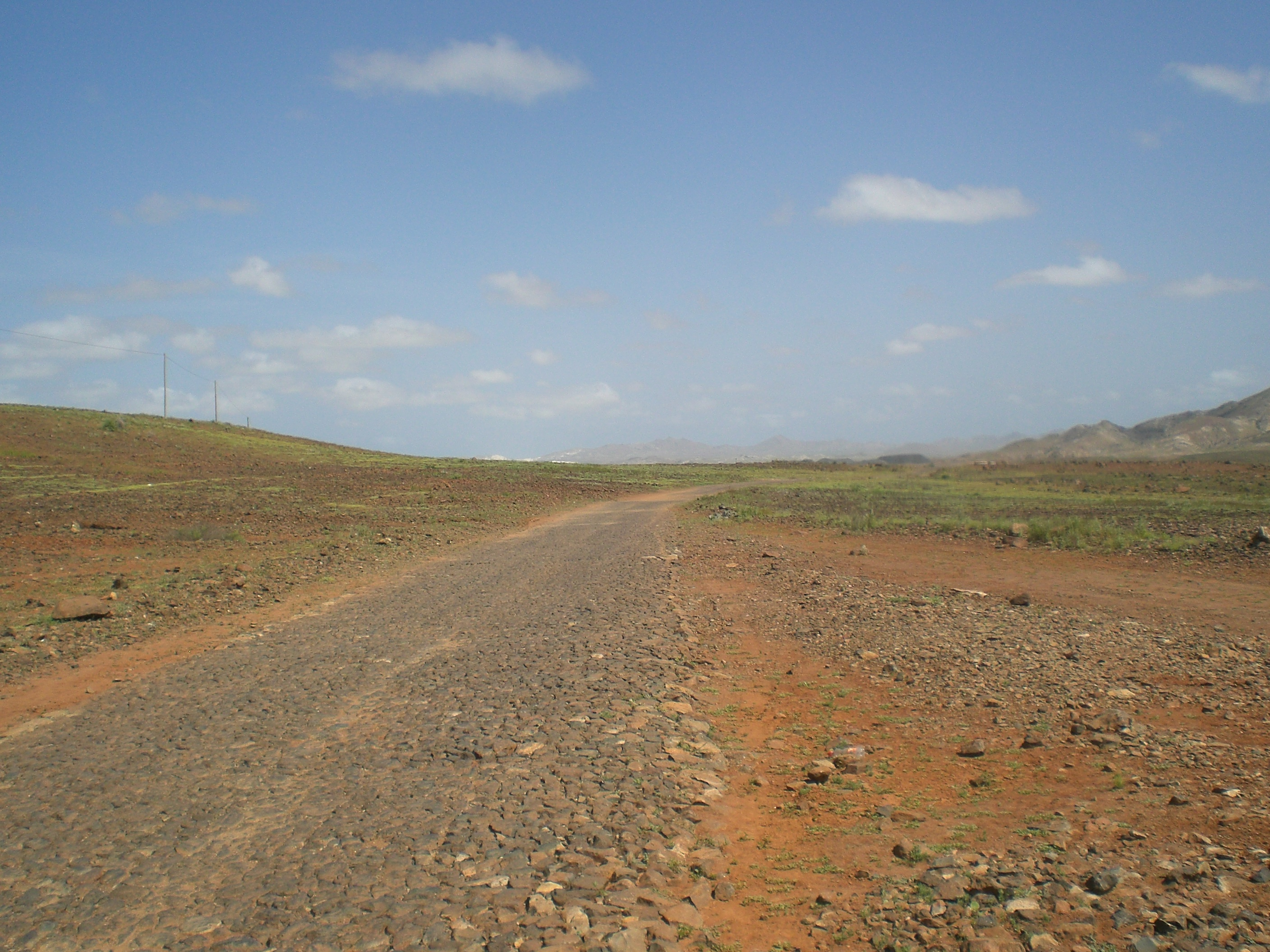
Carretera d'accés a Povoação Velha

La longitud de la xarxa de carreteres de l'illa és de 50,66 km, de les quals 29,20 km a 2 carreteres nacionals i 21,46 km a 4 carreteres municipals.
Carreteres nacionals
| Identificador | Itinerari                | Longitud  |
| ------------- | ------------------------ | --------- |
| EN1-BV-01     | Sal Rei-Aeroport         | 4,20 km.  |
| EN3-BV-01     | Rabil-Cabeça dos Tarafes | 25,00 km. |

### Port
L'illa disposa d'un port a la ciutat de Sal Rei al qual el 2014 van començar obres per a eixamplar-lo.

## Platges

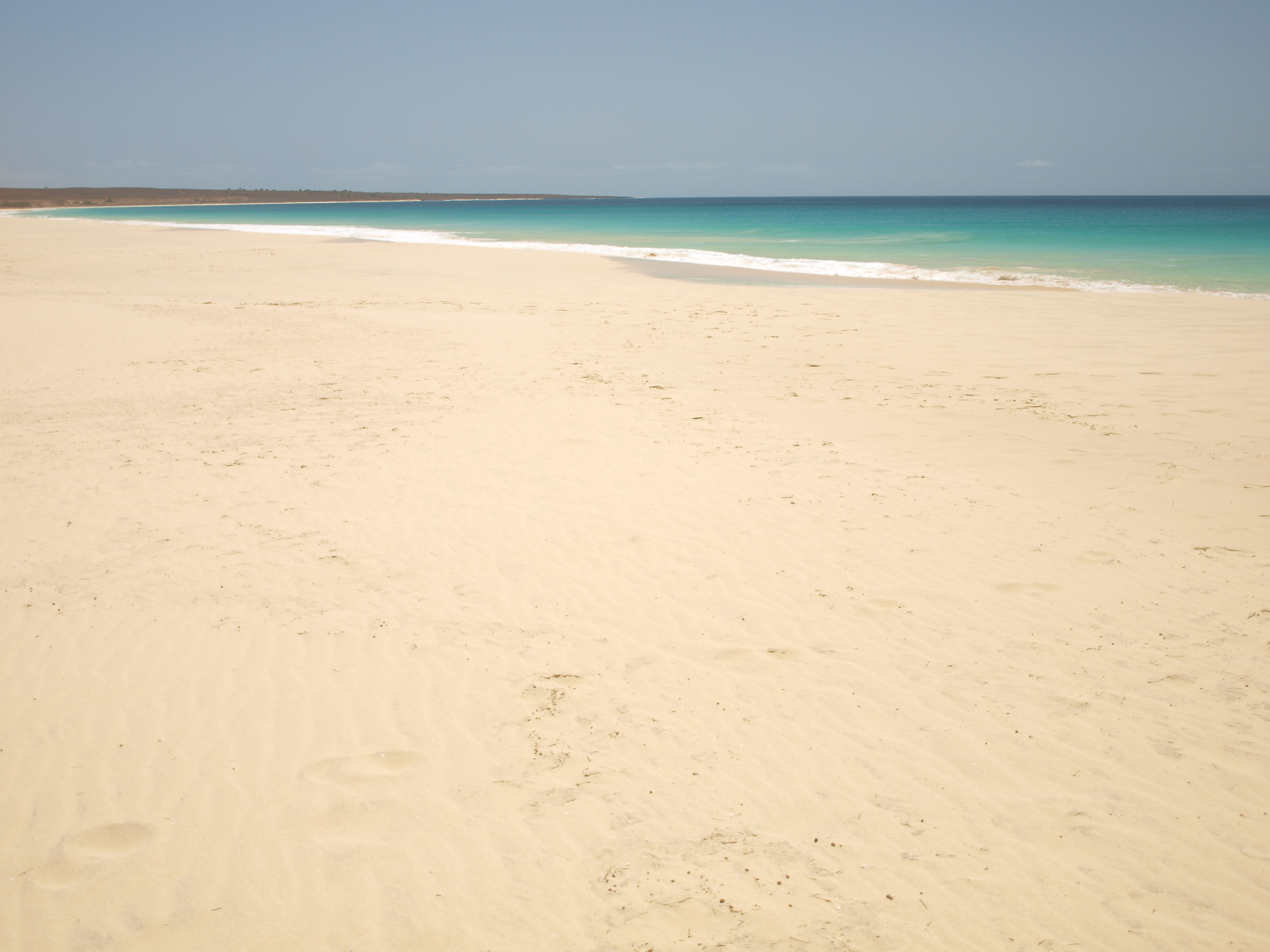
Platja de Santa Mónica

- Praia da Atalante
- Praia de Cabral
- Praia de Chaves
- Praia da Varandinha
- Praia de Santa Mónica
- Praia de Curral Velho

## Galleria d'imatges

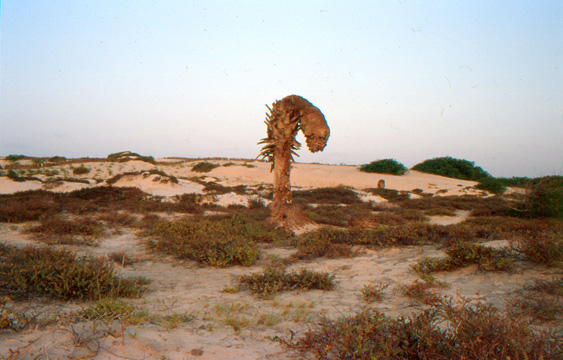
Boa Vista
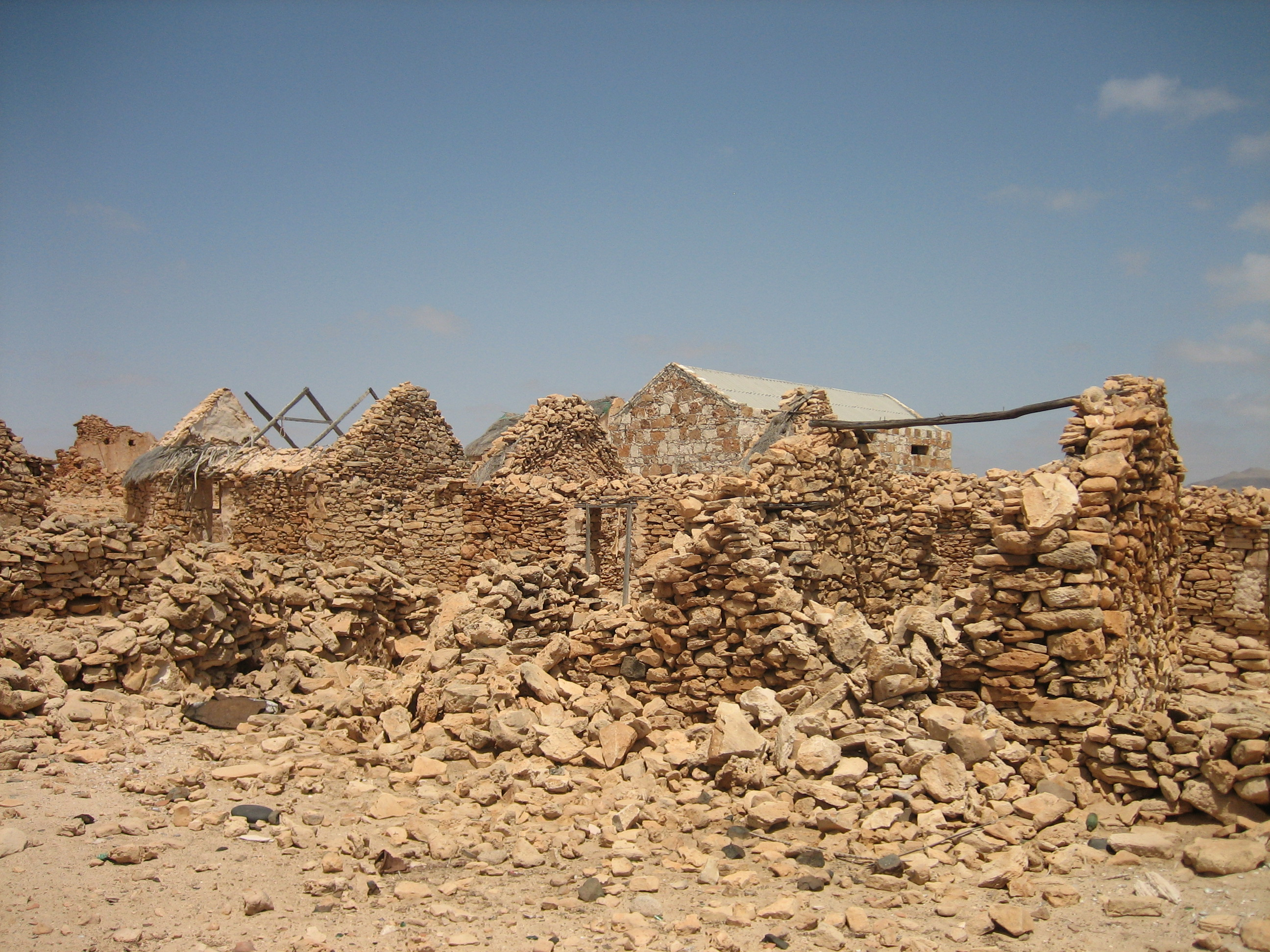
Ruïnes de la vila abandonada Curral Velho.
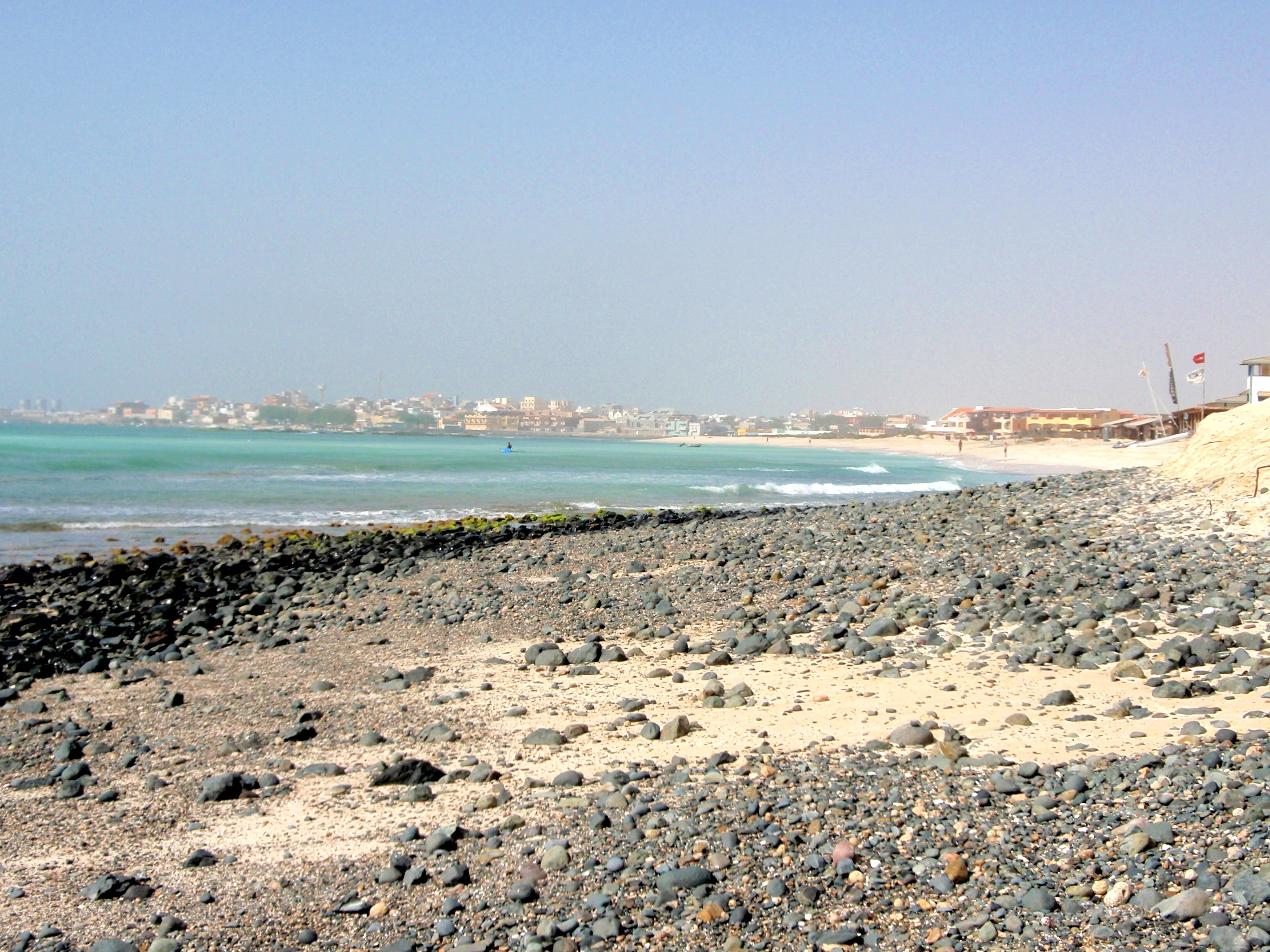
Platja de Sal Rei